# Be The One (Def Techの曲)
「Be The One」（ビー・ザ・ワン）は、Def Techの曲。アルバム『24/7』より先行シングルとして、2013年5月15日にiTunesから配信された。
2013年のDef Tech制作曲、第1弾。前作「Bolero」に続いて、2013年度赤十字運動のために書き下ろされた。

## 収録曲
1. Be The One
  - 作詞:Def Tech  作曲:Def Tech, Nagacho  編曲:Hamuro, Shinsuke Komiyama

Def Techが解散している期間に、Shenがソロで作曲した。

## キャッチコピー
Come on and be the one to help your friends out
Step up and be the one to love your family
We've got to be the one's just loving life, oh yeah

歌詞で繰り返される一つ一つの"be the one"に込められた思いを
みなさんはどう感じるだろうか?